# تعاقب بيئي

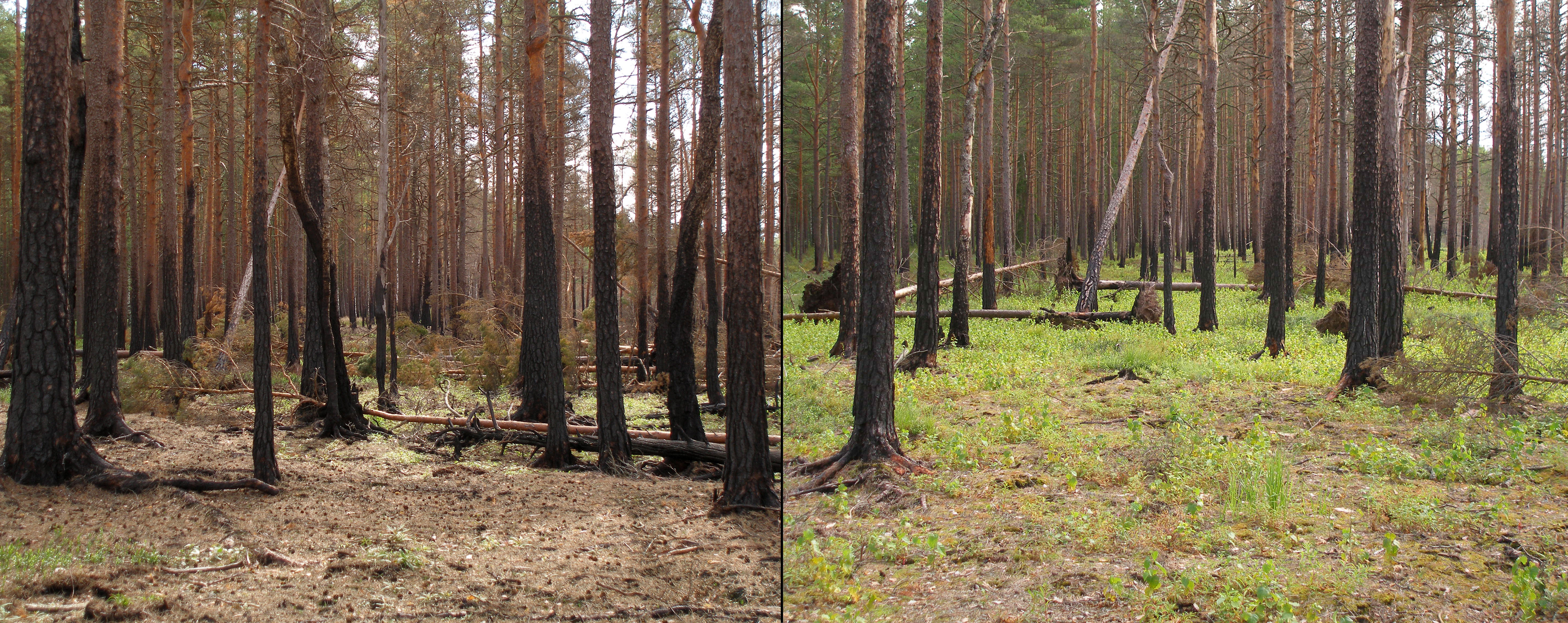

التعاقب البيئي (بالإنجليزية: Ecological Succession)‏ هو عملية طويلة زمنياً يتم فيها تجديد أفراد أو عوامل مجتمع في بيئة معينة بعد أن تكون هذه الأفراد قد دمرت بفعل عوامل خارجية، إذ تنمو هذه الأفراد الجديدة لتصل بعد مرور زمن مناسب إلى ما كانت عليه في سابق عهدها.
إنّ أولى النباتات التي تغزو هذه المنطقة هي التي تكون قادرة على الإنبات بسرعة، أو تلك التي تكون قادرة على الإنبات من جذور حية بقيت في التربة، إضافة إلى ذلك فقد تنتقل إليها بذور من مجتمعات نباتية مجاورة. حينما تنمو هذه النباتات الأولى وتتوطّد، فإن المجتمع يزداد تعقيداً وبخاصة عندما تكبر النباتات وتتشابك وتصلها حيوانات مثل الحشرات الطيارة الأولى وتتوطد، فإن المجتمع يزداد تعقيداً وبخاصة عندما تكبر النباتات وتتشابك وتصلها حيوانات مثل الحشرات الطيارة والخنافس والنمل، والطيور التي تبدأ بالدخول في المجتمع الجديد بحثاً عن غذائها من حبوب أو حشرات وغيرها. وتبدأ بعد ذلك ثديات صغيرة بالقدوم من غابات أو مروج مجاورة. ويقدر علماء البيئة أن مرور 70-80 سنة يجعل مجتمع هذه الغابة يقترب من النضوج النسبي ويصل إلى مجتمع الذروة (بالإنجليزية: Climax Cummunity)‏ خلال 80-100 سنة، ويصبح مجتمعاً مستقراً يتمتع باكتفاء ذاتي. ويستمر مجتمع الغابة الجديد في توازنه طالما بقيت الظروف البيئية مناسبة، أما إذا قطعت أشجار الغابة أو حُرقت فعندها ستبدأ عملية تعاقب بيئي جديدة.
ويعرف التعاقب البيئي بأنه التغير الحاصل في المجاميع السكانية لبيئة معينة بما يؤدي إلى خلق مجتمعات إحيائية جديدة ووصولها إلى حالة التوازن الديناميكي ثم اختفائها بعد فترة قد تطول وقد تقصر لتحل محلها مجتمعات أخرى بدلا عنها، و يحدث التعاقب في أوساط مائية ( برك، مستنقعات، انهار) ( تعاقب مائي ) ويحدث أيضا في الأوساط الصخرية وفي التربة ( تعاقب جفافي ) .

## العوامل الداعمة للتعاقب البيئي
1. توفر المياه
2. عامل الحرارة
3. عامل الرطوبة
4. عامل الضوء
5. عوامل المناخ و نوع التربة
6. طبوغرافية الأرض
7. عامل التنافس

## مراحل نشوء التعاقب

### عملية التعرية و التجريد
عملية التعرية و التجريد (بالإنجليزية: Nudation stage)‏ يحدث التجريد لأي نظام بيئي نتيجة للكوارث المدمرة مثل البراكين و الفيضانات والحرائق حيث تعمل على القضاء على إشكال الحياة فضلا عن الإنسان بممارساته المختلفة كالحفر و الحرق واستخراج الأحجار و التعدين حيث يعمل على تجريد أو تعرية الأرض من الكائنات الحية .

### مرحلة الاجتياح
مرحلة الاجتياح (بالإنجليزية: Invasion stage)‏ يقصد به وصول الأجزاء التكاثرية للأنواع المختلفة من الكائنات الحية ونجاحها في الإنبات في البيئة الجديدة، وتعد النباتات الأحياء الرائدة في هذا المجال وتتم عملية الاجتياح بثلاث مراحل هي :
1. الهجرة (بالإنجليزية: Migration)‏: وصول الأجزاء التكاثرية إلى الأرض الجديدة بواسطة الهواء أو الماء أو الحيوانات
2. التوطن (بالإنجليزية: Ecesis)‏: نجاح البذور في الإنبات و التكاثر في الأرض الجديدة
3. التجمع (بالإنجليزية: Aggregation)‏: التجمع بإعداد كبيرة في العارض الجديدة وهكذا يستمر الاجتياح معتمدا على قابلية الكائن الحي على الاستمرار في النجاح و التكاثر في الظروف البيئية الجديدة

### مرحلة التفاعل و التنافس
مرحلة التفاعل و التنافس (بالإنجليزية: Interaction and competition stage)‏ يحصل تنافس بين أفراد النوع الواحد بسبب الزيادة العددية في الأفراد وقد يحدث التنافس بين أفراد الأنواع المختلفة سواء التي تأتي إلى البيئة الجديدة أو تلك التي توجد فيها أصلا .

### مرحلة الاستقرار و الذروة
مرحلة الاستقرار و الذروة (بالإنجليزية: Stabilization and climax stage)‏ عند نهاية التعاقب يصل المجتمع إلى مرحلة الاستقرار حيث تنشأ بين الكائنات الحية علاقات منسقة تبقي تركيب المجتمع ثابتا إلى حد ما ولا يعد هذا الاستقرار مرحلة سكون بل انه مرحلة توازن حركي مع المحيط .

### أنواع التعاقب البيئي
- التعاقب الأولي (بالإنجليزية: Primary Succession)‏: ويبدأ هذا النوع من التعاقب بوجود صخور مثل الصخور البركانية بعد أن تبرد، إذ تظهر في هذه الحالة مرحلة الرّواد (بالإنجليزية: Pioneer Stage)‏ ، وتمثلها الأشنات والحزازيات، ثم السرخسيات، ثم الأعشاب والشجيرات والأشجار والكائنات الحية الأخرى. انظر الشكل (4-4). يدعى التعاقب الذي يظهر في الأرض الجرداء والتي لم يسبق ان احتلت من قبل أي مجموعة سكانية من الكائنات الحية بالتعاقب الابتدائي ويسمى المجتمع عندئذ بالمجتمع الرائد (بالإنجليزية: Pioneer Cummunity)‏.
- التعاقب الثانوي (بالإنجليزية: SecondaryJSuccession)‏ : وهو تعاقب يظهر نتيجة لما يحدثه تدمير طبيعي أو كارثة طبيعية، أو تدمير صناعي مثل قطع أشجار الغابات أو حرقها، إذْ تبدأ بعدها خطوات هذا التعاقب معتمدة على وجود التربة أساساً لاحتضان بذور النباتات. اما إذا ظهر التعاقب في ارض دمر فيها النظام الحياتي فيها بالكامل بسبب الكوارث الطبيعية فيسمى بالتعاقب الثانوي حيث سبق وان احتلته مجموعة سكانية من الكائنات الحية وينتهي المجتمع إلى حالة من التوازن الديناميكي مع ما يحيط به من العوامل البيئية وعندئذ يسمى مجتمع الذروة .